# Megachile tutuilae
Megachile tutuilae är en biart som beskrevs av perkins, Cheesman och > 1928. Megachile tutuilae ingår i släktet tapetserarbin, och familjen buksamlarbin. Inga underarter finns listade i Catalogue of Life.